# Claus Roxin
Claus Roxin (Amburgo, 15 maggio 1931 – Amburgo, 18 febbraio 2025) è stato un giurista tedesco.
Considerato uno dei più importanti esponenti tedeschi della scuola dogmatica del diritto penale, ha ricevuto ventisette dottorati onorari da università di tutto il mondo, oltre ad essere stato insignito dell'Ordine al merito di Germania, la più alta onorificenza della Repubblica Federale Tedesca.

## Biografia
Dal 1950 al 1954, completò gli studi di giurisprudenza all'Università di Amburgo. Nel triennio seguente, collaborò come consulente scientifico del filosofo del diritto e penalista Heinrich Henkel e nel '57 conseguì il dottorato con una dissertazione intitolata Offene Tatbestände und Rechtspflichtmerkmale (Fatti aperti e obbligazioni lecite di fare), realizzata sotto la sua supervisione accademica. Nel 1962, sostenne l'esame di abilitazione all'insegnamento universitario, discutendo la tesi Täterschaft und Teilnahme (Crimine e concorso nel crimine), che si sarebbe poi trasformata in un testo di riferimento per il suo ambito di studi.
Nel 1963, ottenne la prima docenza accademica presso l'Università di Gottinga. Nel '66, fu uno degli autori e firmatari dell'Alternativentwurf für den Allgemeinen Teil des deutschen Strafgesetzbuchs (Proposta alternativa per la parte generale del codice penale tedesco) che animò il dibattito per la riforma del sistema giudiziario tedesco nella direzione del pensiero giuridico liberale. Dal 1968 al 1971, ultimò la proposta di un'alternativa anche per la riforma della parte speciale del codice penale vigente all'epoca.
Nel '71, fu nominato ordinario di diritto penale all'Università Ludwig Maximilian di Monaco nella quale insegnò fino al 1999, anche come titolare di corsi di dottrina giuridica generale e di procedura penale. Parallelamente, collaborò con un gruppo di giuristi tedeschi e svizzeri alla stesura di un progetto di riforma del diritto del sistema penale (in tedesco: Strafvollzugsgesetz)  e del codice di procedura penale ( Strafprozessordnung'), pubblicati rispettivamente nel '73 e nel 1980.
Negli anni settanta, acquisì notorietà presso i non specialisti del settore grazie alle frequenti apparizioni nel programma Wie würden Sie entscheiden?, trasmesso dall'emittente pubblica ZDF. Nel '94, fu eletto membro dell'Accademia bavarese delle scienze. Per vari anni, è stato redattore delle riviste giuridiche Zeitschrift für die gesamte Strafrechtswissenschaft e Neue Zeitschrift für Strafrecht.
Inoltre, è stato uno dei fondatori della Karl-May-Gesellschaft, della quale è poi divenuto presidente onorario. Nel 2007, è stato insignito dell'Ordine al merito di Germania.

## Vita privata
Si sposò ed ebbe tre figli. Visse con la propria famiglia a Stockdorf, nella municipalità di Gauting.

## Premi e riconoscimenti
Il professor Claus Roxin ha ricevuto lauree e dottorati dalle seguenti università:
- 19 ottobre 1984: Hanyang University, Seoul
- 15 giugno 1989: Università di Urbino
- 19 maggio 1991: Università di Coimbra, in Portogallo
- 28 gennaio 1994: Università Complutense di Madrid
- 15 giugno 1994: Università di Barcellona
- 19 ottobre 1994: Komotini University
- 10 novembre 1997: Università di Atene
- 23 ottobre 1998: Università degli Studi di Milano , Italia
- 21 marzo 2000: Lusíada University , Lisbona , Portogallo
- 4 settembre 2000: Istituto nazionale di diritto penale , Messico
- 16 novembre 2000: Università di Tabasco , Messico
- 18 ottobre 2001: Università Nazionale di Cordoba, in Argentina
- 27 maggio 2003: Universidad del Norte, Asunción, nel Paraguay
- 27 maggio 2004: Università di Granada
- 24 settembre 2007: Universidad Santa María, Caracas, Venezuela
- 25 settembre 2008: Università di Belgrado, in Serbia
- 28 gennaio 2009: Università di Huelva, in Spagna
- 24 settembre 2009: Università Andres Bello, Santiago del Cile / Viña del Mar, Cile
- 12 ottobre 2010: Università di San Marcos, a Lima
- 30 ottobre 2012: Gama Filho University, a Rio de Janeirooe
- 7 novembre 2013: Universidad de Huánuco, in Perù
- 1 settembre 2014: Universidade Presbiteriana Mackenzie, San Paolo del Brasile
- 9 settembre 2014: Universidade do Estado do Rio de Janeiro
- 13 novembre 2014: Università Pablo de Olavide, a Siviglia
- 6 settembre 2016: Università Inca Garcilaso de la Vega, Lima
- 15 marzo 2017: Libre University di Bogotá, in Colombia
- 13 novembre 2017: Università di Guanajuato, in Messico

## Opere accademiche
- Offene Tatbestände und Rechtspflichtmerkmale. 2nd edition. Verlag Cram, de Gruyter & Co., Hamburg 1970.
- Täterschaft und Tatherrschaft. 8th edition. Verlag de Gruyter, Hamburg 2006.
- Strafrecht, Allgemeiner Teil, Band I: Grundlagen. Der Aufbau der Verbrechenslehre. 4th edition. Verlag C. H. Beck, München 2006.
- Strafrecht, Allgemeiner Teil, Band II: Besondere Erscheinungsformen der Straftat. Verlag C. H. Beck, München 2003.
- Karl May, das Strafrecht und die Literatur. in: Jahrbuch der Karl-May-Gesellschaft 1978, S. 9-36.